# فأر ناعم
فأر ناعم (الاسم العلمي:Liomys) هو جنس من الحيوانات يتبع فصيلة الفئران المتغايرة من رتبة القوارض.

## أنواع الفأر الناعم
- فأر ناعم منقط (الاسم العلمي:Liomys pictus)
- فأر ناعم سالفيني (الاسم العلمي:Liomys salvini)
- فأر ناعم منظاري (الاسم العلمي:Liomys spectabilis)
- فأر ناعم منمش (الاسم العلمي:Liomys irroratus)
- فأر ناعم متبعثر (الاسم العلمي:Liomys adspersus)